# آتله وارویک
آتله وارویک (انگلیسی: Atle Vårvik؛ زادهٔ ۱۲ دسامبر ۱۹۶۵) اسکیت‌باز سرعت اهل نروژ است.